# Gentileschi (cràter)
Gentileschi és un cràter d'impacte en el planeta Venus de 20,5 km de diàmetre. Porta el nom d'Artemisia Gentileschi (1593-1654), pintora italiana, i el seu nom va ser aprovat per la Unió Astronòmica Internacional el 1994.